# 松永国松
松永 国松（まつなが くにまつ
、1941年（昭和16年）8月30日 - 2005年（平成17年）8月17日）は、日本の女子プロレス団体「全日本女子プロレス」の経営者である。
「全日本女子プロレス」の経営者兄弟である、松永健司、松永高司、松永俊国たち「松永四兄弟」の四男。
全女では巡業責任者やマッチメイク担当、コーチやマネージャーなどを務め、「ジミー加山」のリングネームでレフェリーを務めた。
また「クラッシュギャルズ」・長与千種の生みの親とも言われ、長与千種の「女子プロレスラーとしての育ての親」であり、「長与千種は松永国松の最高傑作」と言われている。

## 生涯

### 生い立ち
1941年（昭和16年）8月30日、父・松次郎と母・トヨの4男として東京都目黒区に生まれる。
父・松次郎は洋品店を営んでいたが、戦後すぐの1951年（昭和26年）に病気で亡くなってしまう。戦後が終わってまだ日本が貧しい時期であり、食べていくのがやっとの時代だったため、国松が15歳の時に、姉・松永礼子：女子プロレスラーの吉葉礼子や兄・松永高司ら他の「松永兄弟」と共に女子プロレスの世界に身を投じることになる。

### 格闘技の道へ
松永家の4人の兄弟は皆、柔道が大好きで、目黒区にあった町道場に通い二段、講道館柔道を習い三段を取得し、「松永四兄弟」と呼ばれるようになった。
姉･礼子はキャバレー興行の演目として、「ボクシング対柔道」である「柔拳」に参加しギャラを稼ぐことを思い付き、兄弟たちにやらせた。兄弟たちは柔拳試合の主催者である「全日本女子プロレス協会」会長・万年東一に「選手が足りない時は試合に出ろ」と言われ、当時15歳だった国松は生まれて初めてボクシングのグローブを手にはめ、柔道着を着た当時11歳の末弟・俊国と3ラウンドを戦った。
この頃、「全日本女子プロレス協会」は地方の劇場やキャバレーを夜行列車で巡業していた。そんな生活だったので、年が若かった国松、俊国は学校に通うことが出来なかった。やがて柔拳試合に出たことが道場にばれ、柔道を金稼ぎの興行として用いた事が原因で、講道館から破門状が届き、松永兄弟は全員、柔道を破門になった。その後、柔拳試合の糧とするために兄弟全員でボクシングを経験した。国松はプロボクサーとしても活動し、10回戦ボーイにまでなった。アクション俳優である赤木圭一郎が主演したボクシングシーンで対戦相手として出演するほどであったという。
そして国松は俊国と共に、兄・高司のコウモリ傘の行商などの尽力により、形だけであったが高校を卒業した。

### 全日本女子プロレス旗揚げ
1967年（昭和42年）4月、「日本女子プロレス協会」が設立された。しかし協会を立ち上げた人物と松永高司の意見が合わず、高司が協会を辞めることになった。
電気会社の下請け会社を経営していた健司と、健司の下で組み立て工をやっていた国松と俊国もこれに合流し、1968年（昭和43年）6月、「全日本女子プロレス」（法人名：全日本女子プロレス興行）が旗揚げされた。
この「女子プロレス界の激流」に国松は兄弟たちと共に乗っていった。

### 「全日本女子プロレス」の松永国松
全女黎明期は、国松は俊国と共にコーチやレフェリーを担当していた。
そして全女の巡業時の責任者：ロードマネージャーとなりマッチメイクを担当した。
そして「ジミー加山」のリングネームでメインレフェリーも務めた。
また全女の選手管理部長を務め、「国マネージャー」と呼ばれ選手たちから慕われていった。

### 弟・松永俊国からのライバル心
松永兄弟は皆、仲が良かった。ただ国松は末弟の松永俊国とは仲が悪かった。わんぱくで強情な弟の俊国が国松に挑みかかっては、国松は弟相手なのでやり返さずにそれを受ける。そんな関係だった。そしてこの関係は2人が亡くなるまで続いた。
そして兄であり会長であった高司は2人の間に入り、上手く2人の争い事の手綱を引き、最終的に2人は会長・高司の決断に従っていた。
また国松と俊国は全女の試合で、選手の勝敗を用いて賭け事をしていた、という長与千種の証言がある。

### 松永国松の最高傑作・長与千種
長与千種は小学生の時に、故郷である長崎県諫早市で全女の試合が行われた時に初めて国松に会ったその時は「まだ子どもだな」と国松は断った。そして「中学を卒業してからまた来い」と付け加えた。その後、千種が中学校を卒業したと同時に国松がもう1度面接し、その時も断ったが、父・長與繁が千種を荷物持参で東京へ連れて行き、駄目だったら送り返してくれ、と千種を強引に置いていき、千種は全女に入門することになった。
全女の押さえ込みルールが苦手だった千種が八百長に乗って負けた時に、国松から「お前はプロレスに向いていない。田舎に帰れ」と叱責された後、「プロレスは仲良しこよしではいけない。孤独を知らなければ成功しない」と諭された
。千種がどん底に落ちている時に、国松は「お前、負け犬になるのか」と告げたこともあった。厳しい練習を千種に課したり、千種が売れ始めてからは国松は千種をメインの試合に立たせたり、千種にとってきつい内容の試合を組んだり、千種の身体が壊れるような思いもした。そのたびに千種は国松に反発し、コミッショナーに直談判すらした。それでも国松は煙草を吸ってニヤニヤしながら、千種をセミファイナルやメインの試合に平然と入れた。そして千種にとって大事なタイトルマッチの時は必ず「千種の試合は俺が裁く」と言って「ジミー加山」がレフェリーとなり試合を裁いた。試合がつまらなくなるとジミー加山は長与千種の背中を叩いて煽った。逆にジミー加山を熱くさせて汗だらけにした時には「やった！」と千種は喜んだ。松永国松が長与千種というレスラーの扱い方を一番知っていた。
また遠征の時、1日の終わりに国松は千種を呼び出し、「これで美味しいものを食え」と五千円なり一万円なりを渡した。それは千種がお金に困らなくなっても続いた。国松にとっては千種の新人時代からの豹変は楽しくて嬉しかったからお小遣いとしてくれたのでは。後に長与千種はそう述懐した。
1989年（平成元年）5月6日、長与千種が横浜アリーナで引退した日に、国松から「もうお前のような選手に巡り会う事はない」と告げられた。そしてずっとそばに置いておきたかったとも、本当は国松の仕事である裏方業務をやって貰いたかったとも言われた。しかし千種はそれを断り、全女と国松とは異なる「女子プロレスの道」を歩むことになる。
1994年（平成6年）に長与千種が「GAEA JAPAN」を設立した時には国松から「名プレイヤーは名選手を育てられない」と言われた。国松にとっては飼い犬に手を噛まれたようなものだった。千種は国松は自分の商売敵となったのだと感じた。
1998年（平成10年）11月29日、「全日本女子プロレス創立30周年記念大会」が開催された。長与千種は全女が創設した「女子プロレス殿堂」入りすると同時に、豊田真奈美を相手にAAAWシングル王座を初防衛した。千種は国松に「あんたは長与千種という凄いレスラーを作った。だから胸を張っておきなよ」と言った。国松はその言葉をニヤニヤしながら聞いた。それが千種が国松の姿を見た最後となった。

### 最期
国松は賭け事が好きだった。そのため兄弟の中でも一番に株投資にはまり、全女の経営を傾かせていった。
国松は長く副社長を務めていたが、弟・俊国が亡くなった後、全女解散の直前には社長を務めた。
全女倒産後は様々な丼勘定が仇となり資金繰りが苦しくなり、選手のギャラが払えない状態となった。それでも出場する選手たちはマネージャーであった国松を責めていった。国松が会長・高司に、一緒に選手たちに説明するように頼むのだが、そうすると会長を相手にしたくない選手たちは逃げてしまう。最終的にはこのような堂々巡りとなっていた。
2005年（平成17年）4月17日、後楽園ホール大会が開催され、国松は「ジミー加山」として試合を裁いた。国松は体調不良だった会長の松永高司に代わり、副会長の健司と共にリングに上がり「全女の終焉」をファンに詫びた。こうして全女は解散し、37年の歴史に幕を閉じた。
そして国松は全女解散から4ヶ月後の2005年（平成17年）8月17日、東京都品川区内のビルから飛び降り自殺を図り死去した。享年63。
長与千種は落胆した。その事実を長い間、認めることが出来なかった。ダンプ松本は「国ちゃんのバカ！！」と罵倒しながらも嘆き悲しんだ。元全女リングアナウンサーの今井良晴は「言葉にならなかった」。そして兄の高司は、どうして自分のところに相談に来なかったのか。どうして俺のところに来なかったのか。それが悔しくて寂しくて悲しかった。
そして国松は東京都目黒区にある円融寺に葬られ、現在は長男を含めた松永家の5兄弟と共に眠っている。

### 「極悪女王」
2024年（令和6年）10月19日、日本中から嫌われ憎まれた希代のヒール・ダンプ松本を主人公としたNetflix配信ドラマ「極悪女王」が配信開始された。このドラマはダンプ松本や「クラッシュギャルズ」、そして松永国松たち「松永兄弟」などの全日本女子プロレスに関わった人物たちが取り上げられ、1980年代に「狂気の全日本女子プロレス」を作り上げた、全女に関わった人物たちに光が当たることになった。
ダンプ松本の好敵手であり、本作の「もう1人の主人公」となった長与千種は「プロレススーパーバイザー」として本作に関わり、松永国松と「松永兄弟」の人物監修と演技指導にも携わった
。そして千種にとっては「松永兄弟」と松永国松について改めて見つめ直す機会となった。
2024年（令和6年）12月1日、
後楽園ホールで長与千種が立ち上げたプロレス団体「Marvelous」主催による『長与千種還暦祭』が開催された。この時に「極悪女王」の制作スタッフやキャストが招待された。その中には松永国松役の黒田大輔もいた。そして長与千種はリングの上でこう述べた「上から松永兄弟も見ていると思います」「松永高司、松永健司、松永国松、松永俊国、この人たちがいなければ私はここに立っていません」「全女が大っ嫌いで、大好きです」「国松さんと俊国さんは私を育ててくれた恩人です。本当にありがとうございます」。

## 登場作品
- 極悪女王（2024年、Netflix配信ドラマ） - 演：黒田大輔[50]

「松永兄弟」は本来なら「4兄弟」であるが、監督の白石和彌によれば、本当は4人とも描きたかったが、本編の尺の都合により4人を混ぜ合わせて「3兄弟」に分けられ描かれた。そしてドラマ内では3兄弟は皆、基本的にはプロレスが好きだが、金儲けが絡むと色々とおかしくなっていく、しかし全員が必ずしも悪徳な人物に描いてはいない。演者の黒田大輔は女子プロレス女性レフェリーの大ベテランであるTommyからレフェリー技術の指導を受け、また本作品のプロレススーパーバイザーを務めた長与千種により「松永兄弟」と松永国松の人物監修と演技指導を受けた
。そして黒田大輔は、長与千種の還暦祭に「極悪女王」キャストスタッフと共に招かれた。